# Синельникове (Чугуївський район)
Сине́льникове —  село в Україні, у Вовчанській міській громаді Чугуївського району Харківської області. Населення становить 311 осіб. До 2020 орган місцевого самоврядування — Симинівська сільська рада.

## Географія
Село Синельникове знаходиться між м. Вовчанськ і селом Лиман, за 3 км від Печенізького водосховища (річка Сіверський Донець), між водосховищем та селом розташований великий лісовий масив урочище Татарське (сосна), до села примикає село Цегельне.

## Історія
12 червня 2020 року, відповідно до Розпорядження Кабінету Міністрів України  № 725-р «Про визначення адміністративних центрів та затвердження територій територіальних громад Харківської області», увійшло до складу Вовчанської міської громади.
19 липня 2020 року, в результаті адміністративно-територіальної реформи та ліквідації Вовчанського району, село увійшло до складу Чугуївського району.
16 травня 2024 року близько 16:00 збройні сили РФ обстріляли село. "Через ворожі обстріли с. Синельникове загинув 35-річний цивільний чоловік", - повідомляє пресслужба Харківської облпрокуратури.

## Населення

### Мова
Розподіл населення за рідною мовою за даними перепису 2001 року:
| Мова            | Відсоток |
| --------------- | -------- |
| українська      | 89,39%   |
| російська       | 10,29%   |
| інші/не вказали | 0,32%    |

## Відомі уродженці
- Майборода Олександр Антонович (1908—1981) —  радянський діяч сільського господарства. Герой Соціалістичної праці.